# Penichrolucanus sumatrensis
Penichrolucanus sumatrensis es una especie de coleóptero de la familia Lucanidae.

## Distribución geográfica
Habita en Sumatra Indonesia.